# Филоксен
Вижте пояснителната страница за други личности с името Филоксен.
Филоксен (на гръцки: Φιλόξενος) е старогръцки лирически поет, 435-380 г. пр. Хр.

## Биография
Роден е в Китера. След превземането на острова от атиняните в 424 г. пр. Хр. е пленен и продаден в Атина като роб (според други сведения е продаден като роб в Спарта). По-късно вероятно е купен от тирана на Сиракуза Дионисий Стари, който заради дръзкия му език го изпраща в каменоломните. Филоксен успява да избяга оттам и се установява на остров Крит, където вероятно умира.

## Творчество
От творчеството му до нас са достигнали 25 дитирамби, най-известният от които е „Циклопът“, пресъздаващ двубоя между Одисей и циклопа Полифем. Поетът остава известен с нововъведенията си в областта на поетическия сюжет и музикалния съпровод.